# Belgien i olympiska vinterspelen 1988
Belgien deltog med en deltagare vid de olympiska vinterspelen 1988 i Calgary. Landets deltagare erövrade ingen medalj.